# Pokerface
Een pokerface (pokergezicht) is een emotieloos gezicht. De term is afgeleid van het spel poker, waar een speler door zijn gezicht in een uitdrukkingsloze mimiek te houden tracht te voorkomen zijn tegenstanders een tell te geven over de kaarten en speelwijze.